# Aman Verma
Aman Kumar Verma, född 3 januari 1987 i Leicester, är en engelsk fotbollsspelare som spelar i den engelska klubben Tamworth.
Aman Verma är en produkt från Leicester Citys akademi. Verma lämnade akademin för spel i Bedworth United och sedan Redditch United. År 2009 skrev han på för moderklubben Leicester City igen. Verma har sedan återkomsten varit utlånad till Crewe Alexandra, Histon, Kidderminster Harriers och för tillfället är han utlånad till Darlington.